# Basterotia subalata
Basterotia subalata is een tweekleppigensoort uit de familie van de Basterotiidae. De wetenschappelijke naam van de soort is voor het eerst geldig gepubliceerd in 1910 door Gatliff & Gabriel.